# WWE Backlash (2017)
WWE Backlash 2017 war eine Wrestling-Veranstaltung der WWE, die als Pay-per-View und auf dem WWE Network ausgestrahlt wurde. Sie fand am 21. Mai 2017 in der Allstate Arena in Rosemont, Illinois, Vereinigte Staaten statt. Es war die 13. Austragung von Backlash seit 1999 und die zweite nach Wiedereinführung der Veranstaltung im Jahr 2016. Zum zweiten Mal nach 2001 fand sie in Illinois und damit auch in Rosemont und der Allstate Arena statt.

## Hintergrund
Im Vorfeld der Veranstaltung wurden acht Matches angesetzt, davon eines für die Pre-Show. Diese resultierten aus den Storylines, die in den Wochen vor Backlash bei SmackDown Live, einer der wöchentlichen Shows der WWE, gezeigt wurden. Hauptkampf der Veranstaltung wurde ein Einzelmatch, in dem Randy Orton seine WWE Championship gegen Jinder Mahal, der sich am 18. April 2017 bei SmackDown in einer Six-Pack-Challenge gegen Dolph Ziggler, Erick Rowan, Luke Harper, Mojo Rawley und Sami Zayn durchgesetzt und sich damit eine Titelchance gesichert hatte, verteidigen musste.

## Ergebnisse
| Matchart                                                  |                                                      |                      |                                      | Zeit  |
| --------------------------------------------------------- | ---------------------------------------------------- | -------------------- | ------------------------------------ | ----- |
| Singles-Match (Pre-Show-Match)                            | Tye Dillinger                                        | bes.                 | Aiden English                        | 08:20 |
| Singles-Match                                             | Shinsuke Nakamura                                    | bes.                 | Dolph Ziggler                        | 15:50 |
| Tag-Team-Match um die WWE SmackDown Tag Team Championship | The Usos (Jey Uso & Jimmy Uso) (C)                   | bes.                 | Breezango (Fandango & Tyler Breeze)  | 09:15 |
| Singles-Match                                             | Sami Zayn                                            | bes.                 | Baron Corbin                         | 14:35 |
| Sechs-Frauen-Tag-Team-Match                               | The Welcoming Committee (Carmella, Natalya & Tamina) | bes.                 | Becky Lynch, Charlotte Flair & Naomi | 10:05 |
| Singles-Match um die WWE United States Championship       | Kevin Owens (C)                                      | bes. durch Count Out | AJ Styles                            | 21:10 |
| Singles-Match                                             | Luke Harper                                          | bes.                 | Erick Rowan                          | 09:00 |
| Singles-Match um die WWE Championship                     | Jinder Mahal                                         | bes.                 | Randy Orton (C)                      | 15:45 |